# Ансоальд (епископ Брешиа)
Ансоальд (Ансвальд; лат. Ansoaldus или Answaldus; умер не ранее 774) — епископ Брешиа с 761 года.

## Биография
Единственный нарративный источник, достаточно подробно описывающий деятельность Ансоальда — «История», долгое время приписывавшаяся жившему в XI веке нотарию Родольфо. Однако в настоящее время считается, что это сочинение является позднейшей подделкой, созданной историком Джанмария Биемми. Хотя тот в своей работе использовал средневековые документы из архивов города Брешиа, бо́льшая часть содержащихся в этом источнике сведений считается малодостоверными. Тем не менее, в отличие от многих других персон, упоминающихся в труде Родольфо, существование Ансоальда никогда не подвергалось сомнению, так как он также упоминается в нескольких средневековых источниках: в том числе, в списках глав Брешианской епархии, в произнесённой 2 апреля 838 года проповеди епископа Рамперта и в эпитафии из монастыря Святой Юлии.
Согласно «Истории» Родольфо, Ансоальд был выходцем из знатного лангобардского рода, представители которого жили в Брешиа. Его дедом был Эрменульф, отцом — Малогерий, братьями — герцог Брешиа Потон и Какон, а дядей по отцу — король Дезидерий. О родственных связях Ансоальда и его братьев с Дезидерием сообщается только в сочинении Рудольфо. Однако само известие о Брешиа как родном городе последнего короля лангобардов достоверно.
Возможно, благодаря своим родственным связям Ансоальд стал епископом Брешиа. На кафедре он сменил епископа Бенедикта, последнее упоминание о котором относится к 761 году. Предполагается, что Ансоальд получил епископский сан вскоре после этого, возможно, уже в том же году.
По повелению Ансоальда была восстановлена церковь Сан-Пьетро-ин-Оливето в Брешии. Сохранилась часть здания, возведённого радением епископа. Во время управления Ансоальдом епархией находившиеся в Брешиа аббатства получили по крайней мере десять дарственных хартий от короля Дезидерия, его супруги Ансы и сына Адельхиза. В том числе, такие пожалования были даны монастырю Сан-Сальваторе, где аббатисой была дочь короля Ансельперга. Сюда же в 763 году по повелению Дезидерия и Ансы с острова Горгона были перенесены мощи святой Юлии Корсиканской. Однако ни в одном из этих документов имя Ансоальда не упоминается. Возможно, причина этого в том, что данные обители подчинялись не епископу Брешиа, а непосредственно королевской чете.
В написанном в 838 году брешианским епископом Рамперте агиографическом сочинении «Перенесение святого Филастрия» (лат. Translatio sancti Filastrii) сообщается о чудесах, сотворённых во времена Ансоальда реликвиями этого святого.
В «Истории» Родольфо сообщается, что после того как в результате семимесячной осады Павии король Дезидерий в июне 774 года сдался Карлу Великому, единственным крупным городом Лангобардского королевства, оказавшим сопротивление франкам, была Брешиа. Лидерами антифранкского сопротивления были местный герцог Потон и его брат епископ Ансоальд. Заручившись поддержкой городской знати, они отвергли два посольства (в том числе, и возглавлявшееся Ансельмом Нонатолским), направленные к ним франкским военачальником Исмондом. Когда в ответ на разорение окрестностей Брешиа франками горожане стали требовать от Потона и Ансоальда подчиниться Карлу Великому, предводители восстания были вынуждены вступить в новые переговоры с Исмондом. Для этого Ансоальд ездил в находившийся под стенами города военный лагерь франков, и добился от Исмонда обещания сохранить в неприкосновенности горожан и их имущество. В результате, 5 октября Брешиа сдалась и франкское войско вошло в город. Однако Исмонд в тот же день отказался от всех своих обещаний, и по его приказу Потон и пятьдесят знатных горожан были казнены.
О судьбе Ансоальда после сдачи Брешиа сведений не сохранилось. Возможно, он был или казнён одновременно с графом Потоном, или лишён епископского сана и отправлен в изгнание. Известно только, что Ансоальд был похоронен в восстановленной им церкви Сан-Пьетро-ин-Оливето. Новым правителем Брешиа король Карл Великий назначил Исмонда, а новым епископом стал Куниперт.